# Manuel Komnen (kouropalates)
Manuel Komnen (grčki Μανουήλ Κομνηνός, Manouēl Komnēnos; o. 1045. — 17. travnja 1071.) bio je bizantski plemić i vojni zapovjednik; najstariji sin gospe Ane Dalasene i njezinog muža Ivana Komnena te brat cara Aleksija I. Manuel je bio prōtoproedros, kouropalatēs i prōtostratōr te se 1068. oženio rođakinjom cara Romana IV. Diogena (vladao 1068. — 1071.), koja je Manuelu rodila kćer.
U proljeće 1071., Manuel je otišao u pohod protiv Turaka Seldžuka, ali je dobio infekciju uha u Bitiniji. Njegova je majka požurila k njemu u manastir Bogorodice od Alyposa na gori Azalas, ali on je umro ubrzo nakon što je ona stigla. Prema zapisu iz 12. stoljeća, Manuel je umro 17. travnja te je spomenut kao sebastos, što je anakronizam.

## Pečat
Na Manuelovom su pečatu prikazani „ratnički” sveci Demetrije Solunski i Đuro (Juraj).